# Aéroport international de Dera Ghazi Khan
L'aéroport international de Dera Ghazi Khan (code IATA : DEA • code OACI : OPDG), est un aéroport situé à Dera Ghazi Khan, au Pakistan.

## Situation
| Bahawalpur Chitral Dalbandin Dera Ghazi Khan Dera Ismail Khan Faisalabad Gilgit Gwadar Islamabad Karachi Lahore Moenjodaro Multan Nawabshah Panjgur Peshawar Quetta Rahim Yar Khan Sialkot Sawan Sehwan · Sharif Sindhri Skardu Sukkur Turbat Zhob |